# Isaac-Augustin Joseph
Isaac-Augustin Joseph, né en 1761 et mort en 1822, est un notaire et architecte amateur qui a travaillé dans le canton de Vaud.

## Biographie
Bien qu’il exerce la vocation de notaire, Joseph est attesté aussi comme « Grand Voyeur » de la ville de Lausanne, c’est-à-dire comme responsable de l’entretien des routes et chemins. Patriote engagé lors de la Révolution vaudoise en 1798, il siège à la Municipalité de Lausanne de 1803 à 1815, œuvrant également comme architecte et « maisonneur », c’est-à-dire responsable des bâtiments communaux. Ses intérêts sont multiples, comme en témoigne son exploitation, à titre personnel, d’une mine de soufre près de Bex, son activité comme salpêtrier en chef du Canton de Vaud. Inventeur, il se fait fort, par voie d'annonces, d’irriguer ou d’assainir des terrains grâce à des moulins à vent et des pompes de son invention. En 1811, il est sans doute le premier à évoquer la possibilité de combler le profond vallon du Flon, à Lausanne, pour y créer une vaste place de la Riponne sur laquelle on pourrait construire un grenette, établissement dont il propose également des plans (non réalisés). Dans le même esprit visionnaire, il élabore en 1820, en marge des travaux de l'ingénieur Adrien Pichard un spectaculaire projet de pénitencier cantonal vaudois en forme de Panoptique (non réalisé).
Homme fortuné, Joseph est propriétaire de 1800 à 1817 de la campagne du Bois-de-Vaux (non loin du Cimetière du Bois-de-Vaux), près de Lausanne, où lui succède le baron de Minutoli, un personnage non moins intéressant . Puis Joseph acquiert en 1817 la grande propriété du prieuré de Saint-Sulpice. C’est là qu’il cherche à développer un moteur à explosion.

## Archives
- Fonds : Joseph, Isaac-Augustin (1791).  Cote : Dg 147/1-2. Archives cantonales vaudoises ().